# Das Schwarze Auge: Die Nordland-Trilogie

Logo der 4. Regelwerksedition von Das Schwarze Auge

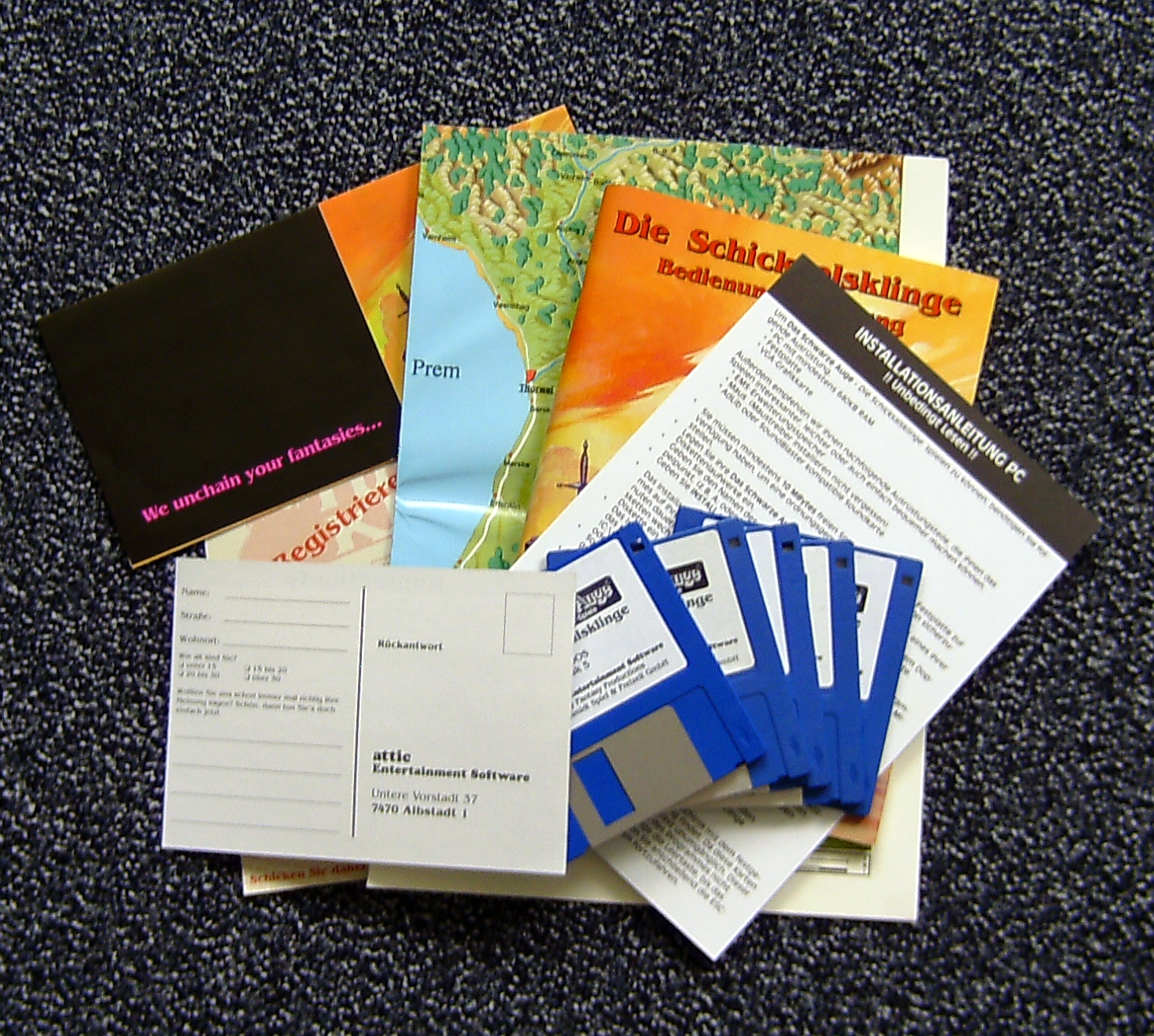
Verpackungsinhalt von Das Schwarze Auge – Die Schicksalsklinge (DOS)

Das Schwarze Auge: Die Nordland-Trilogie ist eine Reihe von Computer-Rollenspielen des deutschen Computerspielentwicklers Attic aus dem Zeitraum 1992 bis 1996. Es handelt sich um die ersten Computerspiele auf Grundlage des Rollenspiel-Regelwerks Das Schwarze Auge (DSA) in der Spielwelt „Dere“ auf dem Kontinent „Aventurien“.

## Überblick
Das Schwarze Auge wurde mit der Nordland-Trilogie von Attic erstmals auf den Computer übertragen. Der Spieler übernimmt die Führung einer Gruppe aus bis zu sechs Helden. Das Rollenspiel-System der Computerspiele beruht auf einer frühen Version der 3. Edition der Pen&Paper-Rollenspiel-Vorlage Das Schwarze Auge. Man spielt in unterschiedlichen Ansichten: in Städten und Dungeons in 3D, in den Außenwelten reist man in der Kartenansicht und bei Kämpfen schaltet das Spiel in die taktische 2D-Draufsicht (isometrische Perspektive).
Die Spiele von Attic gehörten in den 1990ern zu den wenigen deutschen Computerspielen, die auch auf dem internationalen Markt erfolgreich waren. Dort wurde die Trilogie von Sir-Tech und U.S. Gold unter dem Namen Realms of Arkania vertrieben.
Alle drei Teile der Trilogie wurden von TopWare Interactive später einzeln und als Sammlung unter dem Titel Die Nordland-Trilogie wieder veröffentlicht. Die Spiele waren außerdem Bestandteile der Spielesammlungs-Serie Gold Games. In der ersten Ausgabe waren Die Schicksalsklinge und Sternenschweif enthalten, in Gold Games 2 fand sich Schatten über Riva. 2001 wurden alle drei Spiele gemeinsam unter dem Titel Nordlandtrilogie des Schwarzen Auges von dtp entertainment unter dem Label Shoebox als Sammlung veröffentlicht. 2008 wurde sie abermals von JoWooD neu aufgelegt. Die JoWooD-Version von 2008 wurde aufgrund diverser Mängel (fehlende CD-Audio-Musik, fehlender Expertenmodus) jedoch vielfach kritisiert. Erst die Heldenedition vom Oktober 2011 (überarbeitet von Homegrown Games, veröffentlicht von UIG Entertainment) enthielt alle CD-Audio-Tracks, teilweise den Expertenmodus sowie einige neue, aufeinander abgestimmte Heldencharaktere. Zudem wurde DSA-Bonusmaterial beigelegt.
2012 kündigte das österreichische Entwicklerstudio Crafty Studios an, ein detailgetreues Remake der Nordland-Trilogie in 3D-Grafik entwickeln zu wollen. 2013 erschien Die Schicksalsklinge HD.

## Die Schicksalsklinge
Das erste DSA-Computerspiel wurde für DOS und für Amiga produziert und erschien 1992. Das Spiel war außerdem für den Atari ST angekündigt, wurde jedoch für diese Plattform nie fertiggestellt. Eine überarbeitete Neuauflage auf CD-ROM erschien 1994.

### Handlung
An der Westküste von Aventurien, in der Region um Thorwal, rotten sich die Orks zusammen. Der Spieler bekommt den Auftrag, mit einer Gruppe Abenteurern das legendäre Schwert Grimring (die Schicksalsklinge) zu finden, um den Eroberungsplan der Orks zu unterbinden.
Während der Suche nach dem Schwert hat der Spieler die Gelegenheit, die gesamte Region um Thorwal herum frei zu erkunden. Er kann Nebenaufträge annehmen, um seine Ausrüstung und seine Spielfiguren zu verbessern oder einfach einem Hinweis nach dem anderen nachgehen. Während der Reise lässt sich eine Reihe von Dungeons erkunden, aber auch sie sind zum Großteil keine Pflicht.
Der Stufenaufstieg verhält sich genau wie in der Vorlage des Pen-&-Paper-Rollenspiels. Das detaillierte Fertigkeitensystem ist sehr hilfreich, zum Beispiel kann sich mit der Fähigkeit Musizieren oder Stehlen die Gruppe in einer Taverne bereichern. Dies kann mitunter auch bedeuten, dass der Spieler, z. B. um seinem Charakter Individualität zu verleihen, Fähigkeitspunkte auf Fähigkeiten verwendet, die für ein rein lösungsorientiertes Spielen nur selten oder gar überhaupt nicht genutzt werden können.
Das Spiel verfügt über eine maximale Spielzeit, bis die Orks in Thorwal einfallen. Diese ist aber so groß angelegt, dass sie für Spieler nicht wirklich ein begrenzendes Spielelement darstellt.

### Mitwirkende
(Auswahl)
- Hans-Jürgen Brändle – Direktor, Programm
- Guido Henkel – Spieldesign, Story
- Thomas Römer – Storyboard, Handbuchtexte, Satz und Layout (Handbuch)
- Werner Fuchs – Produzent, Handbuchtexte, Lektorat (Handbuch)
- Ina Kramer – Grafik (Handbuch), Landkarte
- Rudolf Stember  – Musik

### Rezeption
Testerin Scorpia vom US-amerikanischen Computerspielmagazin Computer Gaming World kritisierte, dass die Entwickler den Spaß und die Spielbarkeit zugunsten eines übertriebenen Realismus geopfert hätten. Dementsprechend vernichtend fiel ihr Fazit aus:

“I would not recommend Arkania to any game player, but I do recommend it to game designers as an example of what to avoid in their own products. Let us all hope we don't see another one like this any time soon.”

„Ich würde Arkania keinem Spieler weiterempfehlen, aber ich würde es Game Designern als ein Anschauungsbeispiel dessen empfehlen, was sie in ihren eigenen Produkten vermeiden sollten. Lasst uns hoffen, dass wir so schnell kein weiteres Spiel wie dieses hier zu Gesicht bekommen.“

Im Power Play Sonderheft 4 wurde Die Schicksalsklinge in der Rubrik „Die 100 besten Spiele“ mit 78 % bewertet. Die zwei Jahre später erschienene, verbesserte CD-ROM-Version erhielt 79 %.

### Neuauflage

Logo der Neuauflage

Eine Neuauflage in 3D-Grafik wurde am 30. Juli 2013 von UIG Entertainment veröffentlicht, die Rezeption war jedoch überwiegend negativ. So gab PC Games 6 % für den Spielspaß, die GameStar 49 %, wobei lediglich der Umfang, das Charaktersystem und die Items mehr als 50 % erhielten. Eurogamer vergab 2 von 10 Punkten. Überwiegend wurde bemängelt, dass das Spiel zum Zeitpunkt der Veröffentlichung unfertig war und nur durch schnell veröffentlichte Patches spielbar wurde. „Dem von nostalgischen Gefühlen übermannten Käufer jedoch ein unfertiges Spiel unterzujubeln, das sicherlich noch ein, zwei Monate Feinschliff benötigt hätte, ist jedoch mehr als dreist.“

## Sternenschweif
Das zweite Computerspiel wurde nur für den PC (DOS) produziert und erschien 1994. Die Grafik und die Soundeffekte wurden bei diesem Spiel verbessert. Im selben Jahr wurde noch ein sogenanntes Speech-Pack veröffentlicht, welches auf vier Disketten die Sprachausgabe enthielt. Im Jahre 1996 wurde eine Neuauflage auf zwei CDs veröffentlicht, welche eine verbesserte Grafik und CD-Musik sowie Sprachausgabe enthielt.

### Handlung
Nachdem die Invasion der Orks um Thorwal gestoppt wurde, verschlägt es den Spieler ins Svellttal. Hier bekommt er den Auftrag, das Bündnis zwischen Zwergen und Elfen wiederherzustellen, indem man den Salamanderstein wiederfindet. Ebenso interessieren sich auch einige andere Parteien für das Kleinod. Außerdem wird die Gruppe mit der Suche nach der legendären Axt Sternenschweif betraut.
Das Spielkonzept des Vorgängers Die Schicksalsklinge wurde fast unverändert übernommen. Am Anfang des Spiels darf der Spieler einen Kriminalfall lösen, danach kehrt das Spiel auf bekannte Wege zurück. Allerdings gibt es deutlich weniger Dungeons, sodass die meisten Reisen ereignislos verlaufen.

### Mitwirkende
- Hans-Jürgen Brändle – Direktor, Programm
- Guido Henkel – Spieldesign, Story
- Werner Fuchs – Produzent
- Thomas Römer – Storyboarding
- Ina Kramer – Landkarte

### Neuauflage
Nach der Neuauflage vom ersten Teil Die Schicksalsklinge wurde auch Sternenschweif in aktueller Grafik und mit modernerer Engine von UIG Entertainment veröffentlicht und kam am 30. Januar 2018 auf den Markt. Nach der Kritik an der überarbeiteten Version von Die Schicksalsklinge brauchten die Entwickler vier Jahre für den zweiten Teil.

## Schatten über Riva
Das dritte Spiel wurde für den PC (DOS) produziert und kam 1996 heraus. Bei diesem Spiel wurde die gesamte Außenwelt dreidimensional gestaltet. Die Grafik wurde weiter verbessert. Man steuert stufenlos durch die 3D-Welt, die dafür im Gegensatz zu den vorherigen Teilen jedoch nur eine Stadt und das direkte Umland umfasst.

### Handlung
Nachdem die Orks aus dem Svellttal vertrieben worden sind, verschlägt es die Gruppe in die im Norden gelegene Hafenstadt Riva. Dort kommt es zu einer Häufung seltsamer Ereignisse: auf dem Friedhof spukt es, die Führung der Stadt verhält sich seltsam und in einer nahe gelegenen Mine haben sich Orks einquartiert. Die ständige Drohung eines Orkangriffs liegt zwar in der Luft, doch viel mehr als das sorgt die zögerliche Haltung der Schwarzpelze für Unruhe bei den Stadtbewohnern. In der sich allmählich aufheizenden Stimmung geraten die Holberker, eine orkische Mischlingsrasse, in den Verdacht, mit dem Feind im Bunde zu sein. Die Heldengruppe des Spielers erhält in dieser angespannten Situation den Auftrag, die Angelegenheiten zu untersuchen und aufzuklären.

### Spielprinzip
Zu Beginn des Spiels kann in gewohnter Weise wahlweise eine Heldengruppe aus den vorherigen Teilen übernommen oder eine bis zu sechsköpfige Gruppe auf Stufe 6 neu erschaffen werden. Das DSA-Regelwerk der Vorgänger wurde unverändert beibehalten.
Anders als in den ersten beiden Titeln bewegt sich der Spieler in Schatten über Riva permanent in einer nun stufenlos begehbaren 3D-Welt, die nun wahlweise auch im Vollbildmodus ohne Menüleisten angezeigt werden kann. Entfallen ist dagegen der Reisemodus. Der Spieler erkundet ausschließlich Stadt und Umland der Hafenmetropole im Norden Aventuriens. Die VGA-Landschaften zeigen allerdings wie in den Vorgängern ausschließlich Architektur und Landschaften an, blieben ansonsten jedoch unbelebt. Lediglich Textfeld-Einblendungen simulieren eine Interaktion mit der Spielwelt. Für Kämpfe wechselt das Programm auch im dritten Teil in die bekannte isometrische Schachbrett-Ansicht, in der die Spielerfiguren und gegnerischen Kreaturen abwechselnd in einem rundenbasierten Modus gegeneinander antraten. Einige gerenderte Zwischensequenzen in SVGA-Grafik illustrieren die wichtigsten Ereignisse und Spielabschnitte.
Im Laufe des Spiels besucht der Spieler auch einige exotischere Orte und wird mit ungewöhnlichen Ereignissen konfrontiert. So macht etwa ein Elfenvampir den Untergrund der Stadt unsicher. Zu den bemerkenswertesten Orten gehören eine Unterwasserwelt sowie ein Insektenstock, welchen die Spielfiguren – auf passende Größe geschrumpft und ihrer Gegenstände vorher entledigt – betreten müssen.
Neben dem Haupthandlungsstrang gibt es zahlreiche Nebenschauplätze. Beispielsweise kann man in die gut bewachte Burg der Stadt eindringen, um die eigenen Nachforschungen voranzutreiben. In einer Art Lebenssimulation ändert sich dabei je nach Tageszeit die Anzahl der Wachen oder die gesuchte Zielperson ist eventuell nicht anwesend. Zu den Erkundungsmöglichkeiten im Umfeld der Stadt zählt unter anderem die Mine, die wegen eigenartiger Ereignisse stillgelegt wurde.

### Rezeption
Schatten über Riva wurde von der Fachpresse lediglich verhalten positiv bewertet. Während die Handlung als „außerordentlich gut und spannend“ sowie „ausführlich“ gelobt wurde, wurden die VGA-Grafik und die entvölkerten Landschaften mit Verweis auf Konkurrenten wie Daggerfall von allen Rezensenten als veraltet und nicht mehr zeitgemäß eingestuft.

### Mitwirkende
- Hans-Jürgen Brändle – Ausführung und Realisierung, Story, Programm
- Guido Henkel – Spieldesign, Story
- Werner Fuchs – Produzent